# Abana
Abana är enligt Andra Kungaboken 5:12 namnet på en flod, som rinner upp på Antilibanon och flyter genom Damaskus. Enligt ketibläsarten lyder namnet Amana. Floden motsvarar den nuvarande Barada. I Höga visan 4:8 är Abana namnet på denna del av Antilibanon.